# Sistema de ligas de fútbol de Costa Rica
El Sistema de ligas de fútbol de Costa Rica es una serie de ligas interconectadas, organizadas por la Federación Costarricense de Fútbol, para los clubes de fútbol de Costa Rica. Este sistema cuenta con una modalidad de descensos y ascensos entre diferentes ligas en diferentes niveles.

## Organización

### Fútbol masculino
La Primera División  es manejada por la UNAFUT y cuenta con diez equipos. La Segunda División es manejada por LIFUSE y cuenta con dieciocho equipos. La Tercera División es manejada por LINAFA que cuenta con treinta y seis equipos. La Cuarta División, cuenta con aproximadamente ciento quince equipos.
| Categoría | Divisiones |
| --------- | --- |
| 1°        | Primera División (Liga Promerica) 10 equipos                                                                          |
| 2°        | Segunda División (Liga de Ascenso) 18 equipos dos grupos                                                              |
| 3°        | Tercera División (Segunda B de LINAFA) 30 equipos cinco grupos                                                        |
| 4°        | Cuarta División (Tercera División de LINAFA) Aproximadamente 115 equipos dividido en 12 regiones entre 8 a 12 equipos |
| 5*        | Ligas Regionales LINAFA Dividido en 23 regiones                                                                       |
| 6*        | Cuarta División LINAFA Ligas Cantonales                                                                               |
| 7*        | Quinta División LINAFA Subzonas                                                                                       |
| 8*        | Sexta División LINAFA Distritales                                                                                     |

### Fútbol femenino
La Primera División es manejada por UNIFFUT y cuenta con ocho equipos. La Segunda División es manejada por ADELIFE y cuenta con veintiocho equipos.
| Categoría | Divisiones                                    |
| --------- | --------------------------------------------- |
| 1°        | Primera División (Primera División) 8 equipos |
| 2°        | Segunda División (Liga de ascenso) 28 equipos |